# Ornithoglossum calcicola
Ornithoglossum calcicola är en tidlöseväxtart som beskrevs av Kurt Krause och Moritz Kurt Dinter. Ornithoglossum calcicola ingår i släktet Ornithoglossum och familjen tidlöseväxter. Inga underarter finns listade i Catalogue of Life.